# Max Brugman
Max Brugman sr. was een Nederlands militair en schermer. In de tweede helft van de jaren 1960 was hij een ontwikkelaar van de schermsport in Suriname. Aan zijn naam werd in Suriname sr. (senior) toegevoegd, omdat ook zijn zoon in de jaren zestig in Suriname schermde.

## Biografie
Brugman kwam in 1965 als beroepsmilitair naar Suriname. Hier sloot hij zich in april van dat jaar aan bij de schermclub Scaramouche. De club was toen nog niet officieel ingeschreven en had te kampen met een tekort aan schermmateriaal. Ook was er nog geen vaste schermlocatie gevonden. Brugman werd de drijvende kracht achter Scaramouche. Een maand later scheef hij een verzoek aan de commandant van de Troepenmacht in Suriname. Die zegde de groep enige tijd later het gebruik van materiaal en een locatie toe. Vervolgens werd de club op 27 augustus 1965 officieel opgericht.
In de tijd erna werd vrijwel elke avond getraind en groeide het aantal leden van de club, naar ongeveer honderd in 1968. Er werden verschillende wedstrijden georganiseerd, met competities voor dames, heren en jongeren. Toen Brugman in maart 1968 terugkeerde, liep de animo voor de schermsport steeds verder terug, totdat het medio jaren 1970 nagenoeg uit Suriname was verdwenen.